# Macro-economisch model
Een macro-economische model is een analytisch instrument dat is ontworpen om de werking van de economie van een land of een regio te beschrijven. Deze modellen zijn meestal ontworpen om de dynamiek te onderzoeken van geaggregeerde hoeveelheden, zoals de totale hoeveelheid geproduceerde goederen en diensten, het totale verdiende inkomsten, het niveau van de tewerkstelling van productiemiddelen en het prijsniveau.
Macro-economische modellen kunnen logisch, wiskundig of computationeel zijn; de verschillende typen van macro-economische modellen worden voor verschillende doeleinden gebruikt en kennen elk verschillende voor- en nadelen. Macro-modellen kunnen worden gebruikt om fundamentele theoretische economische principes te verduidelijken en illustreren; zij kunnen worden gebruikt voor het testen, het vergelijken en het kwantificeren verschillende van de macro-economische theorieën en voor het producren van "what if (wat als)" scenario's (meestal om de effecten van veranderingen in het monetair-, fiscaal- of ander macro-economisch beleid te voorspellen); Macro-economische modellen kunnen ook worden gebruikt voor het genereren van economische voorspellingen. Zo worden macro-economische modellen op grote schaal in de academische wereld, het onderwijs en onderzoek, maar ook veel door internationale organisaties, nationale overheden en grotere bedrijven gebruikt. Ten slotte bedienen ook economische consultancybedrijven en denktanks zich soms van macro-economische modellen.

## Typen van macro-economische modellen

### Eenvoudige theoretische modellen
Eenvoudige tekstboek beschrijvingen in macro-economische tekstboeken met een klein aantal vergelijkingen of diagrammen worden vaak 'modellen' genoemd. Voorbeelden hiervan zijn het IS-LM-model, het Mundell-Fleming-model, de keynesiaanse macro-economie (die men op de middelbare school leert), het Solow-model van de neoklassieke groeitheorie. Deze modellen delen een aantal kenmerken. Ze zijn gebaseerd op een klein aantal vergelijkingen met een klein aantal variabelen en kunnen vaak geïllustreerd met relatief eenvoudige diagrammen. Veel van deze modellen zijn statisch van aard. Sommige zijn echter dynamisch en beschrijven de economie gedurende vele perioden. De variabelen in deze relatief eenvoudige modellen vertegenwoordigen vaak macro-economische aggregaten (zoals het Bruto nationaal product of de totale werkgelegenheid), in plaats van micro-economisch gefundeerde individuele keuze variabelen. De vergelijkingen die deze variabelen aan elkaar relateren zijn bedoeld om economische beslissingen te beschrijven. Zij worden meestal direct afgeleid door de aggregatie van individuele keuzemodellen. Ze zijn eenvoudig genoeg om in de inleidende uitleg van macro-economische ideeën te worden gebruikt als illustraties van theoretische punten; maar mede daarom is een kwantitatieve toepassing zoals voorspellen, testen of beleidsevaluatie meestal onmogelijk, zonder dat eerst de kwalitatieve structuur van het model substantieel wordt uitgebreid.

### Empirische voorspellingsmodellen
In de jaren 1940 en 1950 begonnen overheden met het verzamelen van data over de nationaal inkomen en productierekeningen. Economen hielden zich bezig met de constructie van kwantitatieve modellen, die de dynamiek moesten verklaren die men in de data waarnam. Deze modellen schatten de relaties tussen de verschillende macro-economische variabelen door middel van (meestal lineaire) tijdreeksanalyse. Net zoals de eenvoudigere theoretische modellen beschreven deze empirische modellen relaties tussen geaggregeerde hoeveelheden, maar veel van deze modellen waren veel gedetailleerder, bijvoorbeeld in het bestuderen van de relaties tussen productie, werkgelegenheid, investeringen en andere variabelen in veel verschillende economische sectoren. Zo groeiden deze modellen uit tot honderden of duizenden vergelijkingen, die de evolutie van de honderden of duizenden prijzen en hoeveelheden door de tijd heen beschreven. Hierdoor werden computers van essentieel belang voor de oplossing van deze grootschalige modellen. Hoewel de keuze van welke variabelen in welke vergelijking op te nemen deels gestuurd werd door de economische theorie (het inkomen in het verleden werd bijvoorbeeld opgenomen als een determinant voor de consumptie, zoals werd voorgesteld door de theorie van de adaptieve verwachtingen), werd het wel of niet opnemen van variabelen voornamelijk bepaald op zuiver empirische gronden.
De Nederlandse econoom Jan Tinbergen ontwikkelde in 1936 het eerste alomvattende empirische model voor Nederland. Later paste hij dezelfde modelstructuur toe op de economieën van de Verenigde Staten en het Verenigd Koninkrijk. Het eerste wereldwijde macro-economische model, Wharton Econometric Forecasting Associates' LINK-project werd opgezet door Lawrence Klein. Toen Klein in 1980, net zoals Tinbergen ruim 10 jaar eerder, de Nobelprijs voor Economie won, werd aan dit LINK-model gerefereerd. Grootschalige empirische modellen van dit type, met inbegrip van de Wharton-model, zijn heden ten dage nog steeds in gebruik, met name voor het maken van voorspellingen. In Nederland maakt het Centraal Planbureau gebruik van empirische macro-economische voorspellingsmodellen.

### De Lucas-kritiek op empirische voorspellingsmodellen
In het eerste deel van de 20e eeuw toonden econometrische studies een negatieve correlatie aan tussen de inflatie en de werkloosheid. Dit verband werd de Phillips-curve genoemd. Empirische macro-economische voorspellingsmodellen, die zich ongeveer op dezelfde data baseerden, kwamen met soortgelijke implicaties: zij stelden dat de werkloosheid permanent zou kunnen verlaagd door de inflatie permanent te verhogen. In 1968 betoogden Milton Friedman en Edmund Phelps echter dat deze schijnbare trade-off een illusie was. Zij beweerden dat de historische relatie tussen inflatie en werkloosheid het gevolg was van het feit dat periodes in het verleden met een hoge inflatie grotendeels onverwacht was. Zij betoogden dat als monetaire autoriteiten de inflatievoet permanent verhoogden, werknemers en bedrijven dit uiteindelijk zouden begrijpen, op welk punt de economie terug zou keren naar haar vorige, hogere werkloosheid, maar nu wel met een hogere inflatie. De stagflatie van de jaren 1970 leek het gelijk van hun voorspelling te bewijzen.
in 1976 publiceerde Robert Lucas een invloedrijk artikel waarin hij beargumenteerde dat het falen van het Phillips-curve-verband in de jaren 1970 slechts een voorbeeld was van meer algemeen probleem met empirische macro-economische voorspellingsmodellen. Hij wees erop dat dergelijke modellen in de tijd zijn afgeleid van geobserveerde relaties tussen de verschillende macro-economische grootheden en dat deze relaties veranderen, afhankelijk van welk macro-economisch beleidsregime op enig moment van toepassing is. In de context van de Phillips-curve betekent dit dat de relatie tussen inflatie en werkloosheid, die wordt waargenomen in een economie waar de inflatie in het verleden meestal laag is geweest, zou verschillen van dezelfde relatie in een economie, waar de inflatie meestal hoog is. Verder betekent dit dat men op basis van een empirisch macro-economisch voorspellingsmodel, dat zich immers baseert op data uit voorgaande perioden, toen het nieuwe beleidsregime nog niet van toepassing was, niet kan voorspellen wat de effecten van een nieuw beleidsregime zullen zijn. Lucas stelde onomwonden dat economen nooit in staat zouden zijn om de effecten van nieuw beleid te voorspellen, tenzij zij modellen zouden bouwden, die zich baseerden op de micro-economische grondslagen (zoals preferenties, technologie en budgetrestricties), zaken die niet worden beïnvloed door veranderingen in beleidsregime.

### Dynamisch stochastisch algemeen evenwichtsmodelmodellen
Mede als reactie op de Lucas-kritiek begonnen economen in de jaren 1980 en 1990 met de constructie van micro-economisch gefundeerde macro-economische modellen op basis van rationele keuzen. Deze modellen worden dynamisch stochastisch algemeen evenwichtsmodellen (DSAE) genoemd. Deze modellen beginnen met de specificatie van de verzameling van agenten, die in een economie actief zijn, zoals huishoudens, bedrijven en overheden in een of meer landen, alsmede ook de preferenties, technologie en budgetrestricties van elke economische agent.
Elke economische agent wordt verondersteld een optimale keuze te maken, waarbij hij prijzen en de strategieën van andere agenten in beschouwing neemt, zowel in de lopende periode als in de toekomst. Wanneer men de besluiten die door de verschillende soorten agenten worden genomen, aggregeert is het mogelijk om marktruimende prijzen te vinden, die het aanbod en de vraag in elke markt aan elkaar gelijk maken. Zo belichamen deze modellen een soort van self-consistent evenwicht: gegeven de prijzen maken agenten optimale keuzes, terwijl de prijzen consistent moeten zijn met de vraag en het aanbod van de economische agenten.
DSAE-modellen gaan vaak uit van de aanname dat alle agenten van een gegeven type identiek zijn (dat wil zeggen er een 'representatieve huishouding' en een 'representatieve bedrijf bestaat) en dat deze agent perfecte berekeningen kan uitvoeren, die de toekomst gemiddeld genomen correct voorspellen (dit noemt men rationele verwachtingen). Dit zijn echter slechts vereenvoudigende veronderstellingen, die niet essentieel voor de DSAE-methodologie zijn; veel DSAE-studies streven naar een groter realisme door de introductie van heterogene agenten of verschillende typen van adaptieve verwachtingen. In vergelijking met empirische macro-economische voorspellingsmodellen hebben DSAE-modellen meestal minder variabelen en vergelijkingen, vooral omdat DSAE modellen moeilijker zijn op te lossen, zelfs met de hulp van computers.
Eenvoudige theoretische DSAE-modellen met slechts een paar variabelen, zijn gebruikt om de krachten achter conjunctuurcycli te analyseren; dit empirisch werk heeft aanleiding gegeven tot twee belangrijkste concurrerende raamwerken; het reële conjunctuurcyclusmodel en het nieuwkeynesiaanse DSAE-model Meer uitgebreide DSAE-modellen worden gebruikt om de effecten van veranderingen in het economisch beleid te voorspellen en hun impact op het maatschappelijk welzijn te evalueren. De meeste economische voorspellingen zijn echter nog steeds gebaseerd op de meer traditionele empirische macro-economische modellen, die volgens velen nog steeds een grotere nauwkeurigheid bereiken in het voorspellen van de gevolgen van de economische verstoringen in de tijd.

#### DSAE versus BAE-modellen
Een nauw verwante methode die van vóór de DSAE-modellen dateert zijn berekenbaar algemeen evenwicht (BAE)-modellen. Net als DSAE-modellen baseren BAE-modellen zich vaak op de micro-economische grondslagen in hun veronderstellingen over preferenties, technologie en budgettaire restricties. BAE-modellen richten zich echter voornamelijk op lange termijn relaties, waardoor ze het meest geschikt zijn voor het bestuderen van de lange termijn impact van permanent beleid, zoals het belastingstelsel of de openheid van een economie voor de internationale handel. In tegenstelling daarmeen benadrukken DSAE-modellen de dynamiek van de economie in de tijd (vaak op kwartaalbasis), waardoor ze geschikt zijn voor het bestuderen van conjunctuurcycli en de cyclische effecten van monetair beleid en fiscaal beleid op de korte termijn.

### Agent-gebaseerde computationale macro-economische modellen
Een andere modelleringsmethodologie, die in dezelfde tijdsperiode werd ontwikkeld als de DSAE-modellen, is de agent-gebaseerde computationele economie (ACE), een variant op de agent gebaseerde modellering. Net als de DSAE-methodologie proberen ACE-modellen geaggregeerde macro-economische relaties te desaggregeren tot micro-economische beslissingen van individuele agenten. ACE-modellen beginnen ook met het definiëren van de verzameling van agenten, die samen de economie vormen, en de soorten interacties die individuele agenten met elkaar of met de markt als geheel kunnen hebben. In plaats van de preferenties van deze agenten te definiëren springen ACE-modellen direct naar de specificatie van strategieën. Of soms worden preferenties gespecificeerd samen met een eerste strategie en een lerende regel, waarbij de strategie wordt aangepast aan de hand van al of niet behaald succes in het verleden. Gegeven deze strategieën kan de interactie van grote aantallen individuele agenten (die mogelijk zeer heterogeen zijn) op een computer worden gesimuleerd. Vervolgens kunnen de totale macro-economische relaties, die uit de individuele acties voortvloeien, worden bestudeerd.

#### Sterke en zwakke punten van de DSAE- en ACE-modellen
DSAE- en ACE-modellen hebben vanwege hun verschillende onderliggende structuren verschillende voor- en nadelen. DSAE-modellen kunnen de rationaliteit en de vooruitziende blik van individuen overdrijven; ook onderschatten deze modellen het belang van heterogeniteit, aangezien in het rationele verwachtingen, representatieve agent geval, de eenvoudigste en dus meest voorkomende vorm van DSAE-model blijft om op te lossen. Ook kan in tegenstelling tot het ACE-modellen moeilijk zijn om lokale interacties tussen individuele agenten in DSAE-modellen te bestuderen, aangezien DSAE-modellen zich in plaats daarvan meestal richten op de manier waarop agenten via geaggregeerde prijzen communiceren. Anderzijds kunnen ACE-modellen fouten in de individuele beslissing overdrijven, aangezien de strategieën, die aan de basis liggen van de ACE-modellen, zeer ver kunnen afwijken van de optimale keuzes, tenzij de modelleerder zeer voorzichtig is. Een hiermee samenhangend vraagstuk is dat ACE-modellen die beginnen vanuit strategieën in plaats van preferenties kwetsbaar blijven voor de Lucas-kritiek: een veranderend beleidsregime zou in het algemeen ook tot veranderde strategieën moeten leiden.

## Voetnoten
1. ↑  Blanchard, Olivier (2000), Macro-economie, 2e editie, hfdst. 3.3, blz. 47. Prentice Hall, ISBN 0-13-013-306-X
2. 1 2  Klein, Lawrence, (2004), 'The contribution of Jan Tinbergen to economic science.' De Economist, 152 (2), blz. 155-157.
3. ↑  Lawrence R. Klein, ed. (1991), Comparative Performance of US Econometric Models. Oxford University Press, ISBN 0-19-505772-4.
4. ↑  Eckstein, Otto (1983),  The DRI Model of the US Economy. McGraw-Hill, ISBN 0-07-018972-2.
5. ↑  Ronald Bodkin, Lawrence Klein en Kanta Marwah (1991), A History of Macroeconometric Model Building.
6. ↑  Phillips, A.W., 1958, The relationship between unemployment and the rate of change of money wages in the United Kingdom 1861-1957, Economica, volume 25, issue 100, blz. 283-299
7. ↑  Friedman, Milton, 1968, The role of monetary policy, American Economic Review, volume 58, issue 1, blz. 1-17, American Economic Association
8. ↑  Phelps, Edmund, 1968, Money wage dynamics and labor market equilibrium, Journal of Political Economy, volume 76, issue 4, blz. 678-711
9. ↑  Blanchard, Olivier (2000), op. cit., hfdst. 28, blz. 540.
10. ↑  Robert E. Lucas Jr, 1976, Econometric Policy Evaluation: A Critique, Carnegie-Rochester Conference Series op Public Policy, deel 1, blz. 19-46
11. ↑  Blanchard, Olivier (2000), op. cit., hfdstk. 28, blz. 542.
12. ↑  Edmund S. Phelps, ed, (1970), Microeconomic Foundations of Employment and Inflation Theory. New York, Norton & Co ISBN 0-393-09326-3.
13. ↑  Per Krusell en Anthony A. Smith, Jr ( 1998), 'Income and wealth heterogeneity in the macroeconomy.' Journal of Political Economy 106 (5), blz. 243-77.
14. ↑  George W. Evans en Seppo Honkapohja (2001), Learning and Expectations in Macroeconomics. Princeton University Press, ISBN 0-691-04921-1.
15. ↑  DeJong, D.N. met C. Dave (2007), Structural Macroeconometrics. Princeton University Press, ISBN 0-691-12648-8.
16. ↑  Finn E. Kydland en Edward C. Prescott (1982), 'Time to Build and Aggregate Fluctuations'. Econometrica, 50, blz. 1345-1370.
17. ↑  Thomas F. Cooley (1995), Frontiers of Business Cycle Research. Princeton University Press.
18. ↑  Andrew Abel en Ben Bernanke} (1995), Macroeconomics, 2e editie, hoofdstuk. 11,1, blz. 355-362. Addison-Wesley, ISBN 0-201-54392-3
19. ↑  Julio Rotemberg en Michael Woodford (1997), 'An optimization-based econometric framework for the evaluation of monetary policy'. NBER Macroeconomics Annual 12, blz. 297 tot 346
20. ↑  Woodford, Michael (2003), Interest and Prices: Foundations of a Theory of Monetary Policy. Princeton University Press, ISBN 0-691-01049-8
21. ↑  Shoven, John B., en John Whalley (1972), 'A general equilibrium calculation of the effects of differential taxation of income from capital in the US.' Journal of Public Economics 1, blz, 281-321.
22. ↑  Kehoe, Patrick J. en Timothy J. Kehoe (1994), 'A primer on static applied general equilibrium models'. Federal Reserve Bank of Minneapolis Quarterly Review 18 (1).
23. ↑  Leigh Tesfatsion (2003), 'Agent-Based Computational Economics', Iowa State University Economics Working Paper #1.
24. ↑  William Brock en Cars Hommes (1997), 'A rational route to randomness.' Econometrica 65 (5), blz. 1059-1095.